# Multicladium digitatum
Multicladium digitatum är en svampart som beskrevs av K.B. Deshp. & K.S. Deshp. 1966. Multicladium digitatum ingår i släktet Multicladium, divisionen sporsäcksvampar och riket svampar.   Inga underarter finns listade i Catalogue of Life.